# Sibara filifolia
Sibara filifolia är en korsblommig växtart som först beskrevs av Edward Lee Greene, och fick sitt nu gällande namn av Edward Lee Greene. Sibara filifolia ingår i släktet Sibara och familjen korsblommiga växter. Inga underarter finns listade i Catalogue of Life.